# Croatia Open Umag 2009
L'ATP Studena Croatia Open Umag 2009 è stato un torneo di tennis giocato sulla terra rossa.
È stata la 20ª edizione dell'evento chiamato ATP Studena Croatia Open Umag, e 
che fa parte della categoria ATP World Tour 250 series nell'ambito dell'ATP World Tour 2009.
Si è giocato all'International Tennis Center di Umago in Croazia, dal 27 luglio al 2 agosto 2009.

## Partecipanti

### Teste di serie
| Giocatore | Nazionalità         | Ranking* | Testa di serie |
| --------- | ------------------- | -------- | -------------- |
| Russia    | Nikolaj Davydenko   | 12       | 1              |
| Spagna    | David Ferrer        | 23       | 2              |
| Serbia    | Viktor Troicki      | 26       | 3              |
| Austria   | Jürgen Melzer       | 33       | 4              |
| Spagna    | Juan Carlos Ferrero | 35       | 5              |
| Spagna    | Nicolás Almagro     | 40       | 6              |
| Italia    | Andreas Seppi       | 46       | 7              |
| Germania  | Miša Zverev         | 47       | 8              |

- Ranking al 20 luglio 2009.

### Altri partecipanti
Giocatori che hanno ricevuto una Wild card:
- Ivan Dodig
- Blaž Kavčič
- Filippo Volandri

Giocatori passati dalle qualificazioni:

- Marcel Granollers
- Rubén Ramírez Hidalgo
- Martin Kližan
- Juan Ignacio Chela

## Campioni

### Singolare
Nikolaj Davydenko ha battuto in finale  Juan Carlos Ferrero con il punteggio di 6–3, 6–0.

### Doppio
František Čermák /  Michal Mertiňák  hanno battuto in finale  Johan Brunström /  Jean-Julien Rojer con il punteggio di 6–4, 6–4.